# Canadese fijnstraal
Canadese fijnstraal (Erigeron canadensis) is een plantensoort uit composietenfamilie (Asteraceae). De soortaanduiding canadensis verwijst naar het gebied van herkomst.

## Determinatie
Canadese fijnstraal is een een- tot tweejarige, kruidachtige plant. Meestal groeit ze uit tot een ruigtekruid; ze kan een hoogte bereiken van 1–1,5 m. De rechtopstaande, dun behaarde stengel is niet of alleen aan de voet vertakt. De langgerekte, lancetvormige, grijsgroene bladeren zijn smal. De plant heeft vele kleine 3–5 mm brede en 6 mm lange hoofdjes. Deze hoofdjes bestaan uit korte witte (een enkele maal rode) lintbloemen en gele buisbloemen. Elk hoofdje brengt duizenden zaden voort, de plant kan zich dan ook gemakkelijk voortplanten. De 1–1,5 mm lange zaadjes met vruchtpluis zijn zeer licht en worden door de wind ver verspreid. De bloei loopt van juni tot de herfst.

### Gelijkende taxa
Canadese fijnstraal lijkt sterk op andere soorten uit het geslacht fijnstraal die op ruderale plekken groeien. Het gaat hoofdzakelijk om hoge, ruige en gevlamde fijnstraal. Canadese fijnstraal is vergeleken met de voornoemde soorten lichter groen van kleur en heeft een lange, zuilvormige pluim.

## Ecologie
Canadese fijnstraal komt voor op open, ruderale standplaatsen in de volle zon. De plant groeit vooral op eutrofe zandgrond en tussen stenige substraten.

### Syntaxonomie
In de syntaxonomie staat Canadese fijnstraal te boek als kensoort voor de associatie van raketten en kompassla.

## Verspreiding
De plant is afkomstig uit Noord-Amerika. Reeds in 1665 werd de soort in Europa ingevoerd. De plant is sindsdien, door haar grote verspreidingskracht, over heel Europa verspreid. In Nederland is Canadese fijnstraal zeer algemeen.

## Tuin
De plant wordt in veel tuinen eerder bestreden dan gekweekt. Bestrijden kan het best gebeuren door de plant net boven het maaiveld af te knippen, of voorzichtig met de hand uit te trekken, ook dan wordt de grond verstoord. Ondanks het verstoren van de grond is schoffelen vaak de beste methode, zeker bij grotere oppervlakken.

## Toepassingen
In Noord-Amerika werd de plant door de Navajo-indianen gebruikt tegen puisten en tegen slangengif. De Chippewa gebruikten het tegen menstruatiepijn. In de kruidengeneeskunde wordt een extract gebruikt tegen aambeien.
In de huisapotheek kan men een aftreksel maken van twee theelepels van delen van de bloeiende plant per kop water tegen menstruatiepijn, baarmoederbloeding en diarree.

## Fotogalerij

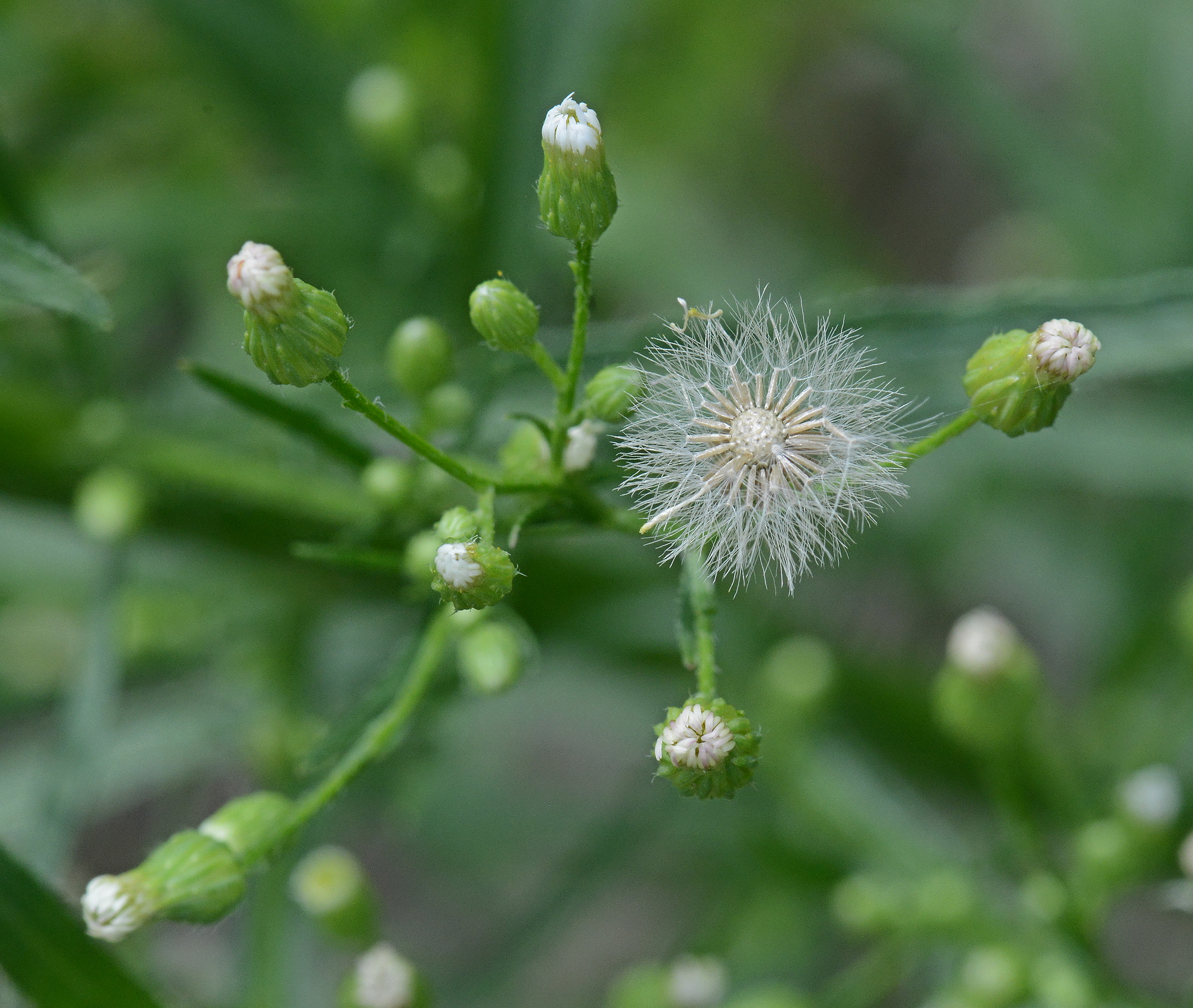
vruchtpluis
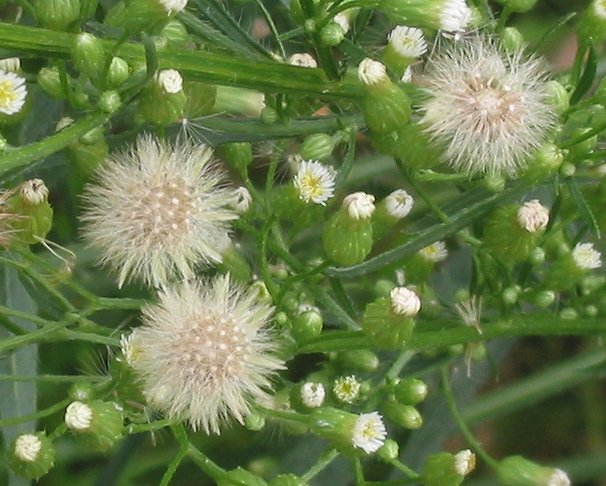
vruchtpluis
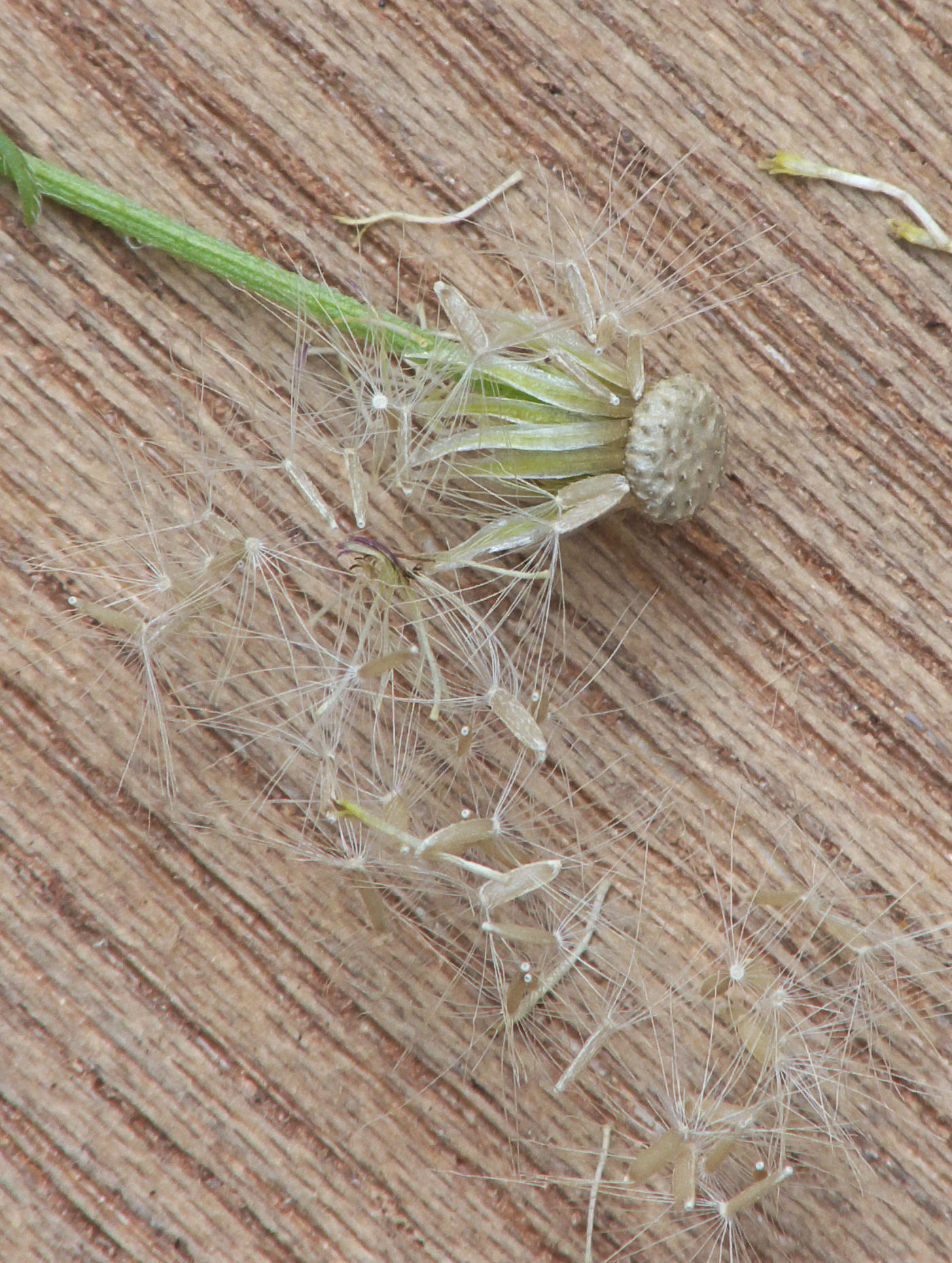
Vruchten